# Bolma recens
Bolma recens là một ốc biển lớn, động vật thân mềm chân bụng sống ở biển trong họ Turbinidae, họ ốc xà cừ.